# Cezary Kulesza
Cezary Andrzej Kulesza (* 22. Juni 1962 in Wysokie Mazowieckie) ist ein ehemaliger polnischer Fußballspieler und heutiger Fußballfunktionär. Seit dem 18. August 2021 ist er Präsident des polnischen Fußballverbandes.

## Karriere

### Spieler
In seiner Jugend spielte er bei Hetman Białystok, dort spielte er bis 1982 auch noch im Herren-Bereich mit. Anschließend wechselte er zu Olimpia Zambrów, wo er nochmal bis 1984 aktiv war. Danach war er noch bis 1987 bei Mławianka Mława sowie bis 1990 bei Jagiellonia Białystok. Im Jahr 1991 folgte ein kurzes Gastspiel beim belgischen Klub Royal Aubel FC. Im Jahr 1992 machte er nochmal ein paar Spiele für die zweite Mannschaft von Jagiellonia Białystok und schloss sich danach bis 1993 KP Wasilków an. Zuletzt spielte er von 1995 bis 1996 bei Supraślanka Supraśl und beendete danach seine Karriere.

### Funktionär
Er stieg im Jahr 2008 in die Beratertätigkeit ein und auch im Vorstand von Jagiellonia Białystok vertreten. Am 20. Januar 2010 wurde er Vorstandsvorsitzender des Klubs. Anfang Juni 2021 trat er von diesem Amt zurück, um sich auf des Amt des Präsidenten beim PZPN zu bewerben. Schon zuvor war er hier seit 2016 einer der Vizepräsidenten des Verbandes. Am 18. August 2021 wurde er schließlich zum Präsidenten gewählt, hierbei konnte er sich gegen seinen Mitbewerber Marek Koźmiński durchsetzen. Die Schaffung eines Trainingszentrums für die Nationalmannschaft gehört zu seinen Errungenschaften. Er gilt der nationalkonservativen und rechtspopulistischen PiS-Partei nahestehend.

## Unternehmertum
Nach seiner Spielerkarriere gründete er das Plattenlabel Green Star, das Künstler aus der polnischen Dance-Musikszene unter Vertrag hat. Daneben ist er im Immobilien- und Gastgewerbe tätig.